# Destiny's Child (album)
| Đánh giá chuyên môn | Đánh giá chuyên môn |
| Nguồn đánh giá      | Nguồn đánh giá      |
| Nguồn               | Đánh giá            |
| ------------------- | ------------------- |
| Allmusic            | [ 1 ]               |

Destiny's Child (tạm dịch: Những đứa trẻ của Số phận) là album đầu tay của nhóm nhạc R&B người Mỹ Destiny's Child, phát hành bởi hãng Columbia Records vào năm 1998. Album gồm hai đĩa đơn thành công là "No, No, No" và "With Me", đặc biệt là hai ca khúc này đều có thêm "Phần 2" và cả hai phần đều nằm trong album này. Đồng thời, album còn nhận một giải Soul Train Lady of Soul Awards cho Album R&B/Soul Xuất sắc của năm.
Album nằm trong bảng xếp hạng Billboard 200 tại Mỹ 26 tuần liền, nhưng không bao giờ vượt qua vị trí #63. Tại Anh, album đứng ở vị trí #75 nhờ độ mạnh của đĩa đơn "No, No, No". Album đã bán gần 1 triệu bản tại Mỹ và 3 triệu bản toàn thế giới, sau đó đã được phát hành và "đóng gói" lại ở một vài quốc gia sau thành công vượt trội của album tiếp theo "The Writing's on the Wall". Vào năm 2002, album đã trì hoãn việc in ấn và bắt đầu trở thành hàng hiếm. Ngoài ra, album còn nhận được nhiều đánh giá tích cực từ các nhà phê bình âm nhạc và thính giả.

## Danh sách ca khúc
1. "Second Nature" (Kymberli Armstrong, Ronald Isley, Marvin Isley, Ernie Isley, O'Kelly Isley Jr., Chris Jasper, Terry T.) – 5:10
2. "No, No, No Part 2" (cùng Wyclef Jean) (Barry White, Calvin Gaines, Mary Brown, Rob Fusari, Vincent Herbert) – 3:25
3. "With Me Part I" (cùng Jermaine Dupri) (J. Dupri, Master P, Manuel Seal) – 3:26
4. "Tell Me" (Tim Kelley, Bob Robinson) – 4:47
5. "Bridges" (Mean Green, Michelle JoJo Hailey, D'Wayne Wiggins) – 4:05
6. "No, No, No Part 1" (C. Gaines, M. Brown, R. Fusari, V. Herbert) – 4:00
7. "With Me Part II" (cùng Master P) (J. Dupri, Beyoncé Knowles, LeToya Luckett, Master P, LaTavia Roberson, Kelly Rowland, M. Seal) – 4:16
8. "Show Me the Way" (Carl Breeding, Darcy Aldridge, Jeffrey Bowden) – 4:20
9. "Killing Time" (Taura Stinson, Dwayne Wiggins) – 5:09
10. "Illusion" (có sự tham gia của Wyclef Jean & Pras) – 3:53
11. "Birthday" (B. Knowles, L. Roberson, K. Rowland, D. Wiggins) – 5:15
12. "Sail On" (Lionel Richie) – 4:06
13. "My Time Has Come" (Gửi đến Andretta Tillman) (Sylvia Bennett-young, R. Vertelney) – 4:25

| Bản gốc của Mỹ | Bản gốc của Mỹ                              | Bản gốc của Mỹ |
| STT            | Nhan đề                                     | Thời lượng     |
| -------------- | ------------------------------------------- | -------------- |
| 14.            | "Video phỏng vấn các thành viên trong nhóm" |                |

| Bản của Úc | Bản của Úc  | Bản của Úc           | Bản của Úc |
| STT        | Nhan đề     | Sáng tác             | Thời lượng |
| ---------- | ----------- | -------------------- | ---------- |
| 14.        | "Know That" | R. Oden, A. Robinson | 4:25       |

| Ấn phẩm phát hành lại của châu Âu (COL 488535 9) | Ấn phẩm phát hành lại của châu Âu (COL 488535 9) | Ấn phẩm phát hành lại của châu Âu (COL 488535 9)       | Ấn phẩm phát hành lại của châu Âu (COL 488535 9) |
| STT                                              | Nhan đề                                          | Sáng tác                                               | Thời lượng                                       |
| ------------------------------------------------ | ------------------------------------------------ | ------------------------------------------------------ | ------------------------------------------------ |
| 14.                                              | "Know That"                                      | R. Oden, A. Robinson                                   | 4:25                                             |
| 15.                                              | "You're the Only One"                            | Calvin Gaines, Mary Brown, Rob Fusari, Vincent Herbert | 3:23                                             |
| 16.                                              | "No, No, No (Camdino Soul Extended Remix)"       | Calvin Gaines, Mary Brown, Rob Fusari, Vincent Herbert | 6:35                                             |

| Bản của Nhật Bản | Bản của Nhật Bản | Bản của Nhật Bản |
| STT              | Nhan đề          | Thời lượng       |
| ---------------- | ---------------- | ---------------- |
| 14.              | "Amazing Grace"  | 4:42             |

## Các ca khúc chưa tiết lộ
1. "Never Had a Love Like Mine"
2. "I Try"
3. "Something for Me"
4. "Before I Let Go"

## Xếp hạng
| Bảng xếp hạng (1998)                  | Vị trí cao nhất |
| ------------------------------------- | --------------- |
| Canada Top 50 Albums                  | 16              |
| Dutch Albums Chart                    | 19              |
| U.S. Billboard 200                    | 67              |
| U.S. Billboard Top R&B/Hip-Hop Albums | 6               |
| Bảng xếp hạng (2001)                  | Vị trí cao nhất |
| UK Albums Chart                       | 67              |

## Thực hiện
| - Mark Morales, Sản xuất - Bill Ortiz, Trumpet - Darin Prindle, Hòa âm - Warren Riker, Kĩ thuật, Hòa âm - Bob Robinson, Sắp đặt, Sản xuất, Nhạc cụ - Tim Kelley, Sản xuất, Nhạc cụ - Carl Washington, Sản xuất - Carl Wheeler, Đàn điện tử - D'Wayne Wiggins, Bass, Sản xuất, Guitar, Nhạc cụ - Benjamin Wright, Hòa âm, Giám đốc - Eric Fischer, Thực hiện - Jay Lincoln, Trống, Sản xuất, Hòa âm, Đàn điện tử - James Hoover, Thực hiện - Erwin Gorostiza, Chỉ đạo nghệ thuật, Thiết kế - Wyclef Jean, Sản xuất, Trình diễn - Rawle Gittens, Thực hiện - Vince Lars, Kèn Saxophone - Corey Rooney, Kĩ thuật, Sản xuất, Hòa âm - Craig B., Sản xuất, Hòa âm - KLC, Sản xuất - Sylvia Bennett-Smith, Hòa âm, Sản xuất - Jerry Duplessis, Sản xuất - Joey Swails, Thực hiện, Hòa âm - Destiny's Child, Nhóm trình diễn chính - Ian Dalsemer, Trợ lý Thực hiện - Rob Fusari, Sản xuất - Anthony Papa Michael, Guitar (kiểu Acoustic) - Beyoncé, Giọng chính/Giọng nền - LeToya Luckett, Giọng nền/Giọng chính - LaTavia Roberson, Giọng nền/Giọng Rap chính cho ca khúc "Illusion" - Kelly Rowland, Giọng chính/Giọng nền | - Lee Neal, Trống - O'Dell, Sản xuất - Mathew Knowles, Giám đốc Sản xuất - Tina Knowles, Nhà tạo mẫu tóc - Storm Jefferson, Trợ lý thực hiện Thực hiện, Trợ lý Hòa âm - Mean Green, Phó Giám đốc - Che Greene, Sản xuất - Darcy Aldridge, Hòa âm - Mike Arnold, Thực hiện - Charles Brackins, Thực hiện - Johnny Buick, Trang điểm, Làm tóc - Kenny Demery, Guitar - Paul Empson, Nhiếp ảnh gia - Eric Ferrell, Trang điểm - Debra Ginyard, Nhà tạo mẫu - Mike Scott, Hòa âm - Booker T. Jones III, Hòa âm - Master P, Người trình diễn - Terry T. Sản xuất - Bill McKinley, Bass - Paul Arnold, Thực hiện - Preston Crump, Bass - Jermaine Dupri, Sản xuất, Trình diễn - Dale Everingham, ? - Steve Foreman, Tiếp nhận phản hồi - David Frank, Piano - John Frye, Thực hiện - Brian Gardner, Giám đốc - Jamie Hawkins, Đàn điện tử - Vincent Herbert, Sản xuất - Jon Jubu Smith, Guitar |